# Fatiha Choubani
Fatiha Choubani (en arabe : فاتحة شوباني) est une femme politique marocaine. 
Elle a été élue députée dans la liste nationale, lors des élections législatives marocaines de 2016 avec le Parti de la justice et du développement. Elle fait partie du groupe parlementaire du même parti, et elle est présidente de la Commission des secteurs sociaux.
Elle est la sœur de l'homme politique El Habib Choubani.